# Biserica Sfântul Gheorghe din Timișoara
Biserica Sfântul Gheorghe din Timișoara a fost un lăcaș de cult situat în Piața Sfântul Gheorghe de azi, demolat în anul 1914.

## Istoric

### Prima biserică
Prima mențiune a unei biserici în zona Pieței Sfântul Gheorghe apare la data de 21 ianuarie 1323, prin confirmarea lui Csanád Telegdi, ca Episcop de Eger, la Catedrala Sfântul Gheorghe din Timișoara, de către prepozitul Theophil, Timișoara fiind pe atunci reședința regelui Carol Robert de Anjou.
Următoarele mențiuni ale bisericii apar în 1402-1429, nemaiexistând informații până în 1552, în timpul stăpânirii otomane, când este transformată în moschee, numindu-se „Marea moschee”, „Moscheea Sultanului Biruitor”, sau în unele documente „Geamia ilustră și mare“ (Djami șerif-i kebir).
La 20 de ani de la cucerirea otomană este menționată repararea acoperișului, iar în 1616 este amintită ca depozit de pesmeți.
După eliberarea Timișoarei de către habsburgi, edificiul este folosit de către armată ca pulberărie din 1717 până în 1718.
În anul 1717 împăratul Carol al VI-lea a instituit un fond pentru iezuiți, 4 preoți și un călugăr, iar biserica a fost donată de Eugeniu de Savoya către aceștia.
Înainte de sosirea iezuiților existau în oraș deja călugării franciscani minoriți, așezați în nordul orașului, ulterior, în 1716, primind fosta moschee turcească din actuala Piața Libertății. Iezuiții au folosit temporar același loc, deoarece moscheea donată lor era încă folosită ca pulberărie; în cele din urmă, iezuiții au curățat moscheea donată lor și, la 7 aprilie 1718, în prezența autorităților civile, militare și a unui număr mare de oameni, aceasta a fost reconsacrată; după recitarea Te Deum, clădirea a redevenit biserica catolică a credincioșilor, acel loc unde înainte de 1552 era catedrala parohială a Timișoarei; biserica a fost numită „Santa Maria Serena”, deoarece în zilele asediului, vremea frumoasă și senină a favorizat asaltul asupra cetății, ceea ce a avut un impact decisiv asupra rezultatului reușit al asediului. În același an, biserica a primit trei clopote de la Viena: unul în onoarea Fecioarei Maria, unul în onoarea sfântului Francisc Borgia și al treilea în onoarea martirului iezuit Emmanuele Neri, omorât la Cluj pe 9 iunie 1603, cu ocazia devastării universității, venerat în mănăstirea iezuită din Timișoara.
În același an iezuitul Laurențiu Pez achiziționează trei case învecinate pentru viitoare construcții. 
Ulterior împăratul Carol al VI-lea a desemnat Timișoara ca sediu al vechii dieceze de Cenad. La 5 martie 1724 contele László Nádasdy, episcopul Cenadului, a oficiat ceremonia de intrare sa în Timișoara. În scurt timp, viața religioasă și morală din Timișoara a înflorit: printre altele, s-a înființat asociația sfântului Ioan Nepomuk, care își propunea menținerea unei bune reputații, promovarea unor moravuri curate și practicarea faptelor bune, pe scurt, extinderea unei vieți religioase și morale. În oraș, numărul maghiarilor a crescut treptat atât de mult încât în 1730, este menționat un iezuit pe nume Hunyady, care ținea predici în limba maghiară, iezuiții începând construcția unei noi case de misiune, lângă biserică.
În 1732 au fost desemnate parcele separate pentru episcopia Cenadului, capitlu și catedrală; până când catedrala a fost terminată, episcopul a oficiat slujbele în biserica iezuită. Franciscanii au început și ei să-și construiască biserica (fosta Biserică a Piariștilor din Piața Libertății) în 1733. Asociația menționată, Sfântul Ioan Nepomuk, dispunea de suficiente resurse materiale pentru a pune bazele unui spital municipal, care a fost încredințat Mizericordienilor în 1737. De asemenea, în 1736 a început construcția Catedralei, Domul Romano-Catolic. O lovitură grea a lovit orașul în 1738, când ciuma a făcut ravagii teribile, cea mai mare parte a populației devenind victimă; nici cele mai stricte reguli de izolare nu au putut opri dezastrul, situația fiind agravată de faptul că funcționarii camerali au părăsit orașul împreună cu toate echipamentele lor; iezuiții, ca preoți, au fost printre cei care au avut de suferit de pe urma bolii. Pământurile lăsate în paragină nu au produs nimic, supraviețuitorii fiind alimentați cu provizii de către locuitorii din Szeged și ulterior de către guvernul de la Viena; în cele din urmă, pericolul a trecut, orașul lundu-și angajament să organizeze anual o procesiune la Capela Sfintei Rozalia pentru penitență.
În 1726, preotul de rang superior Antonius Perger a solicitat ajutorul contelui Mercy pentru construcția noii biserici și a unei reședințe, cerând ca materialele să fie furnizate gratuit. Mercy a susținut cererea într-o scrisoare din 9 aprilie 1726 adresată cancelariei de la curte, în care a solicitat să se permită construcția mănăstirii și bisericii iezuiților „ab aerario” (din bugetul public).
În 1739 este menționat un cutremur care a afectat vechea biserică atât de grav, încât ordinul a solicitat construirea unui nou lăcaș de cult, biserica fiind dărâmată și reconstruită cu hramul Sfântului Gheorghe.

### A doua biserică
Cheltuielile pentru construcții au fost suportate integral de Trezoreria Imperială. Maria Teresia aprobase în 17 august 1753 suma de 3000 de guldeni pentru construcția bisericii, iar până în 1754, iezuiții primiseră deja 8000 de guldeni. Construcția bisericii în sine a început, potrivit unei relatări a inginerului provincial Steinlein, abia în anul 1755, iar lucrările la biserică au fost intensificate abia în cursul anilor 1760.
Acest lucru s-a datorat, pe de o parte, construcției noii catedralei, ale cărei costuri erau mari, în special în anii 1750, când fondul de construcție era încărcat considerabil. În plus, au existat, evident, dificultăți în construirea bisericii, prin includerea vechilor fundații ale bisericii. 
Conform lui Steinlein: „anfangs jeniger architecten ing. nicht von der alten türckischen Maüer, sondern das ganze neüe Haubt-Kirchen gebäu von solchen decliniret, folglich bey damaligen Fon so nicht angelegten Pfeilern ... nicht figur zu nutzen in antrag gebracht worden sint”.
Astfel, inițial, zidurile vechi nu au fost incluse în noua construcție, planul fiind modificat ulterior, astfel încât biserica a fost construită "cu adaptarea vechiului zid al moscheii". Totuși, pentru acest lucru au trebuit făcute modificări semnificative, mai ales în ceea ce privește sistemul de susținere. Pilonii nu trebuiau construiți din cărămizi, cum era prevăzut inițial, ci din blocuri de piatră, în timp ce cupola urma să fie realizată din cărămizi. Deoarece pentru construcția anterioară fusese cheltuită suma de 8000 de guldeni, ar fi rămas 34000 de guldeni din suma totală aprobată de 42000 de guldeni, care, conform lui Steinlein, ar fi era necesară. Aceste sume de bani nu au fost niciodată furnizate în întregime necunoscându-se ce s-a întâmplat cu sumele aprobate pentru anii 1750. Planurile modificate au fost depuse în mai 1767. Desenele, realizate de Franz Anton Platl, meșter zidar din Timișoara, arată planul de bază, secțiunea longitudinală și fațada bisericii.  

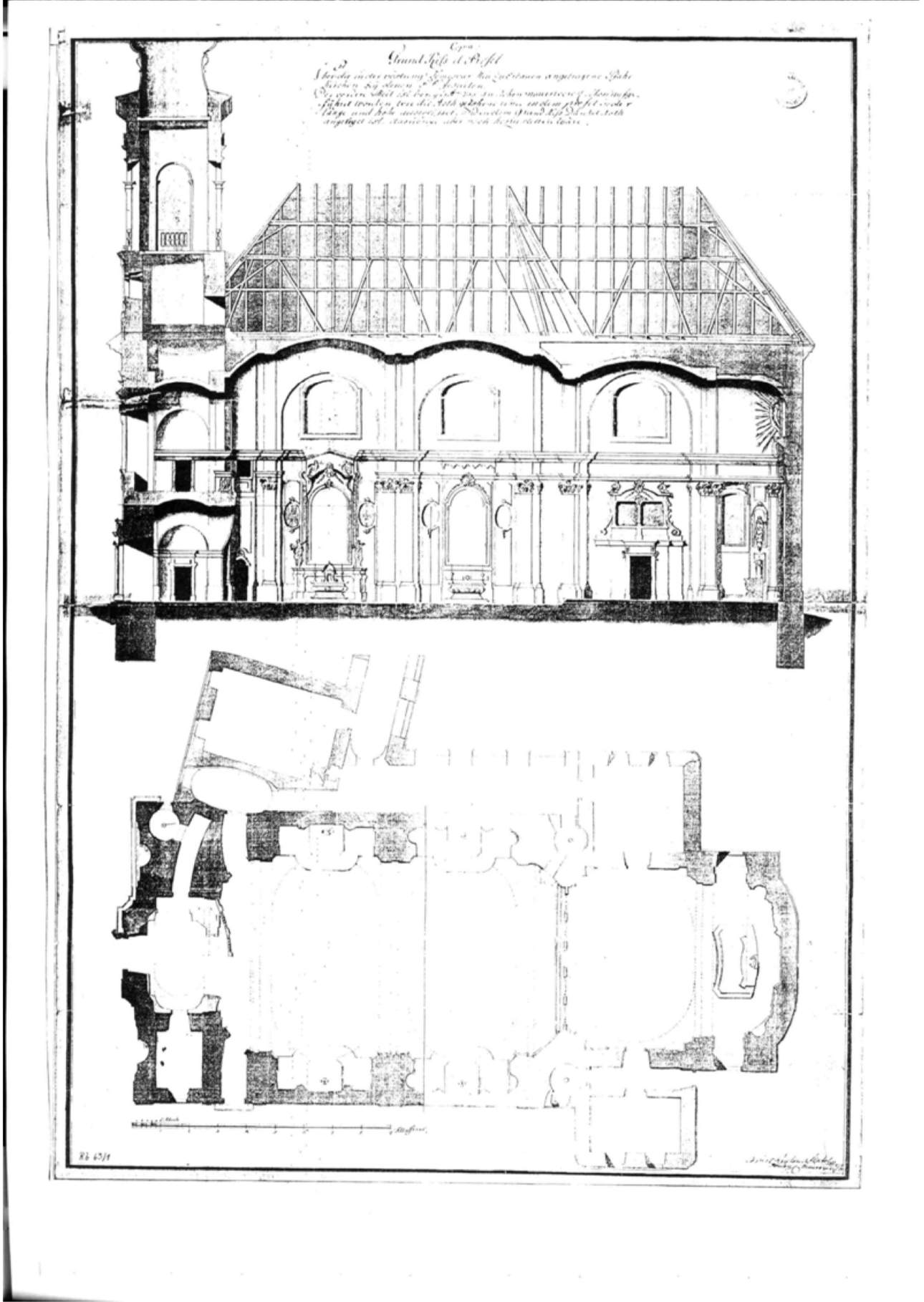
Planul meșterului Franz Anton Platl, 1767

Până în toamna anului 1767, biserica a fost finalizată, cu excepția acoperișului, turlelor și fațadei. În același an, la îndemnul autorităților centrale de la Viena, administrația provincială a prezentat din nou planurile pentru noua biserică din Timișoara, care era deja în construcție, împreună cu un deviz de cheltuieli pentru repararea reședinței aflată în stare precară pentru suma de 19594 florini și 33 de creițari. Corespondența aferentă se încheie fără aprobarea explicită a sumei. La 29 august 1767, preotul de rang superior Petrus Körner a solicitat din nou aprobarea costurilor, de această dată direct de la Maria Terezia, care în cele din urmă și-a dat consimțământul.  
Cu toate acestea, finalizarea bisericii nu a fost posibilă inițial, deoarece suma aprobată nu a fost pusă la dispoziție. Cererile repetate ale Societății Iezuite din Timișoara "pentru reabilitarea reședinței lor căzute în ruină și pentru a îndeplini cererile cele mai urgente ale bisericii parohiale", au fost respinse până în februarie 1768. 
Conflictul a fost soluționat din nou de Maria Terezia, care la 7 februarie 1768 a scris însă cu un ultimatum neînduplecat de la Viena: „Dem Pater Provinciali ist per Decretum zu bedeüten, daß ungeachtet Mein aerario ... Ich dennoch ex speciali und pro ultimato zu dem gebäu sechs tausend gulden zu bewilligen geneigt wäre: im Fall aber die Patres Jesuiten sich damit nicht begnügten, so wären meine Willensordnung, die Stadt-Pfarren der Cathedral-Kirchen einzuverleiben, und ihnen P. P. Jesuiten aus dem bisherigen Genuß zu: 2.280 G. zu unterhaltung der nöthigen Professoren für die bisherigen Schulen 1500:G. beyzulassen.”
Aparent, nici această sumă nu a fost suficientă, pentru că la 2 mai 1769, iezuiții au solicitat din nou suma de 9735 de guldeni și 10 creițari. Această cerere a fost trimisă de Biroul de Construcții Camerale către administrația locală, care a depus o cerere la Trezoreria Imperială, la data de 17 mai 1769. Cererea a fost aprobată, iar costurile urmau să fie suportate de Trezorerie. 
La 6 iunie 1769, Maria Terezia a acordat aprobarea printr-un decret către Hofdeputation: „Daß denen P. P. Jesuiten zu Temeswar den zu ihrem Kirchen bau nöthige Materialien in den sogenannten ex arial ... gemaß verabfolgt werden sollen.” (în traducere: P.P. Iezuiți din Timișoara li se vor furniza materialele necesare pentru construcția lor bisericească din așa-numitul ex arial."). 
În timp ce biserica parohială a iezuiților a fost finalizată până la sfârșitul anului 1769, casa iezuiților nu a fost terminată din cauza dizolvării ordinului în 1773. Planurile pentru această clădire a fost de asemenea depus de Franz Anton Platl în 1767.
După desființarea ordinului, membrii săi au fost integrați în Diceza de Cenad, unde au continuat să își desfășoare nobila lor chemare. 

### Seminarul
În al zecelea an de la recucerirea orașului, iezuiții au deschis trei clase de gimnaziu, astfel că în 1726, sub conducerea preotului și profesorului Péter Miszeni, alături de Ferdinand Augustin Hallerstein, un om cu cunoștințe remarcabile în domeniul matematicii și al științelor naturale, care îi învăța pe ofițerii militari despre construcții și inginerie hidraulică, aceștia fiind responsabili de drenarea zonelor mlăștinoase ale orașului și de canalizarea apelor către râurile Bega și Timiș, precum și de proiectarea și construirea cetății aparent impenetrabile a Timișoarei. Cele trei clase de gimnaziu au fost completate în 1744 cu a patra, iar în 1763 cu a cincea, sub numele de „Gymnasium Temesvariense Soc. Iesu”.
Începând cu 1764 - 1765, școala a funcționat în mod regulat, instituția fiind vizitată în mai 1768, de către împăratul Iosif al II-lea și partenera sa de guvernare, mama sa, Maria Terezia, cu ocazia vizitei acestora în Timișoara.
După desființarea ordinului Iezuiților, supravegherea seminarului a trecut în mâinile autorităților diecezane și ale administrației imperiale.
Începând cu anul 1806, în casa iezuiților a funcționat seminarul teologic romano-catolic, prima instituție de învățământ superior din Timișoara.
Clădirea barocă a seminarului a fost supraetajată conform planșelor datate 13 februarie 1836 de meșterul constructor Anton Schmidt, lucrările fiind terminate în 1841. În această clădire a funcționat în perioada în 1845 -1848 Academia de drept, prima instituție de învățământ superior din Timișoara, cu două facultăți: filosofie și drept.
Academia a fost închisă în 1848, din documentele epocii rezultând că sfârșitul i s-a datorat insubordonarii față de administrația bisericească și cea militară, care nu privea cu ochi buni intelectualitatea, suspectând-o de simpatii pro-revoluționare.

## Demolarea
În 1913 autoritățile au luat decizia de a demola biserica și seminarul catolic, demolarea având loc în 1914, cu puțin înainte de începrea Primului Război Mondial și de moartea primarului de atunci, Carol Telbisz. Demolarea bisericii a fost justificată de intenția de a lărgi axa est-vest a cetății, autoritățile locale având un plan de extindere a orașului, organizat de arhitecții Emil Szilárd și Josef Briger, care includea un bulevard larg, din Mehala în Fabric, impus de circulația tot mai intensă dar și de tendința de modernizare a orașului, care a culminat cu defortificarea acestuia.
Acesta includea și o reorganizare a Pieței Sfântul Gheorghe, prin construirea a două clădiri în oglindă, care erau despărțite de o nouă biserică, pe data de 14 octombrie 1914 Episcopia Romano Catolică obținând o autorizație de construire pentru două case și o biserică.

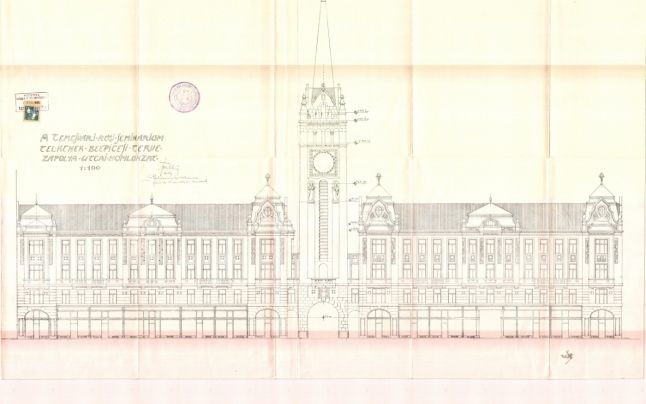
Planul reorganizării Pieței Sfântul Gheorghe, 1914

Planul nu a mai fost pus în aplicare din pricina începerii Primului Război Mondial și a efectelor de după încheierea acestuia, Timișoara trecând de la Austro-Ungaria la România.

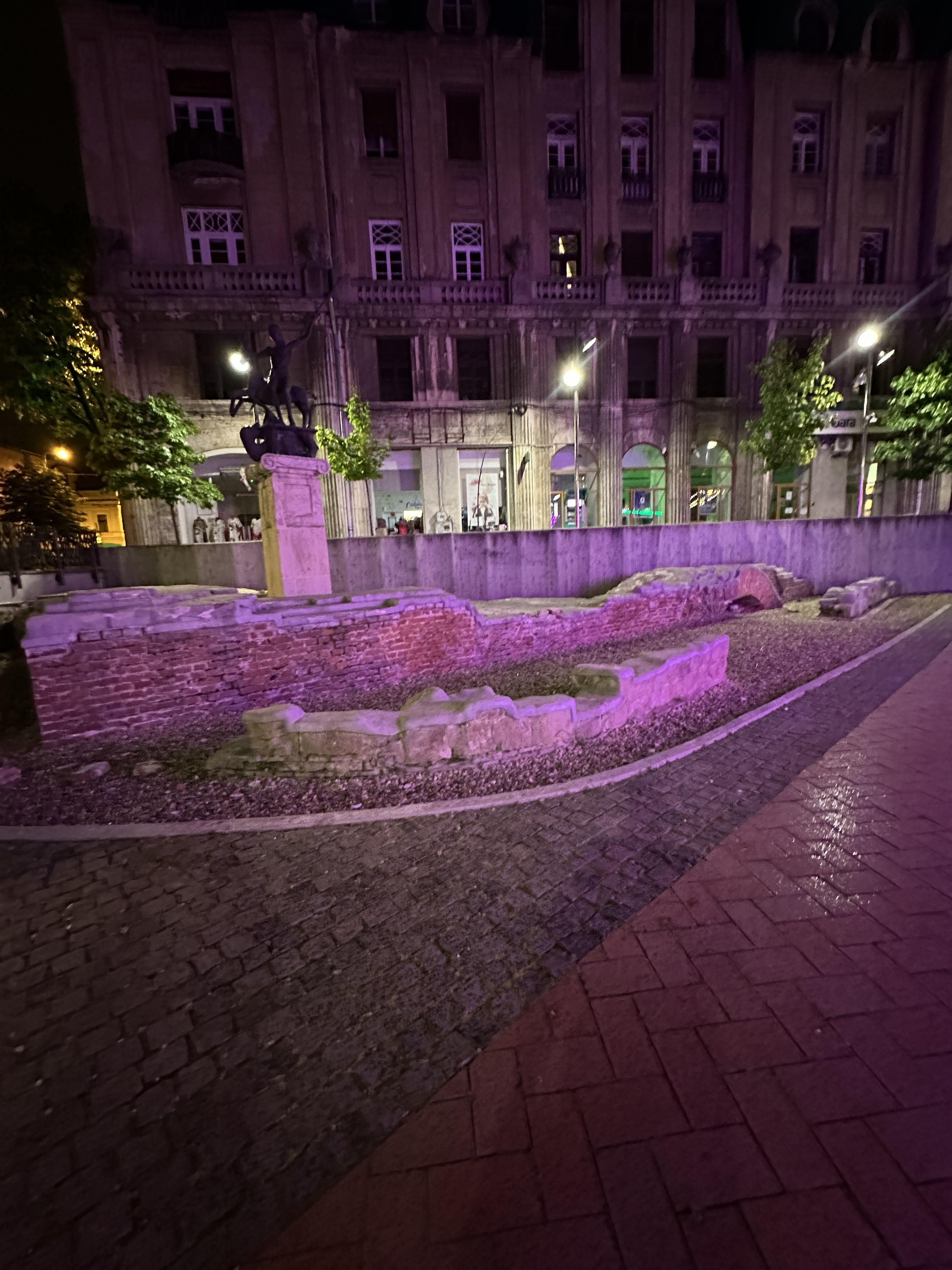
Ruinele fostei moschei, respectiv ale fostelor biserici în 2024

După demolarea bisericii Sf. Gheorghe, pe amplasamentul fostelor clădiri a fost construită clădirea Societății Casa Bănățeană (Banca Szana), după proiectul arhitectului Ernest Theodor Foerk având autorizația de construire din 10 octombrie 1914. Proiectul a fost modificat după Primul Război Mondial de arhitectul Josef Kremmer junior, cu o nouă autorizație de construire din 1 octombrie 1921.
Într-un articol publicat în 1956, arhitectul Gheorghe Bleyer acuza lăcomia preoților ca principala cauză a dispariției celor două clădiri, aceștia fiind corupți de bănci pentru a le vinde.